# Samsung Galaxy Z
La gamme Samsung Galaxy Z est une série de smartphones pliants de la marque Samsung Galaxy. 
Elle est composée de quatre smartphones Android haut de gamme : le Galaxy Fold, lancé en 2019, et son successeur le Galaxy Z Fold 2 puis le Galaxy Z Fold 3, puis enfin le Galaxy Z Fold 4, qui se plient à la manière d'un livre, et les Galaxy Z Flip, Galaxy Z Flip 3, Z Flip 4 et Z Flip 5, qui se plient dans la longueur.

## Histoire
Le Galaxy Fold, présenté le 20 février 2019, est le premier smartphone pliant de Samsung Mobile. L'appareil sort avec plusieurs mois de retard, en septembre 2019 à la suite de problèmes causant une panne de l'écran.
Le 11 février 2020, la marque dévoile le Galaxy Z Flip, premier smartphone sous la dénomination « Z », qui a la particularité de se plier dans le sens de la longueur.
Le Galaxy Z Fold 2 succède au Galaxy Fold en septembre 2020.

## Modèles
Le premier smartphone pliable Samsung, le Galaxy Fold est présenté le 20 février 2019, en même temps que les Galaxy S10, après plusieurs années de rumeurs. Il possède un écran interne de 7,3 pouces (18,54 centimètres) flexible, le premier commercialisé par Samsung Display depuis la présentation des premiers prototypes au CES 2011.
Le Galaxy Z Flip est présenté le 11 février 2020 dans sa version 4G et en juillet 2020 pour sa variante 5G ; et a la particularité de pouvoir se plier dans le sens de la longueur.
Le Galaxy Z Fold 2, successeur du Galaxy Fold, est présenté le 1er septembre 2020 lors d'un évènement dédié.

## Caractéristiques

### Gamme Z Fold
| Modèle                                    | Fold                                 | Z Fold 2                             | Z Fold 3                             | Z Fold 4                                         |
| Écran                                     | Écran                                | Écran                                | Écran                                | Écran                                            |
| ----------------------------------------- | ------------------------------------ | ------------------------------------ | ------------------------------------ | ------------------------------------------------ |
| Taille                                    | 7.3" (principal) 4.6" (externe)      | 7.6" (principal) 6.2" (externe)      | 7.6" (principal) 6.2" (externe)      | 7.6" (principal) 6.2" (externe)                  |
| Définition                                | 2152 x 1536 pixels 1680 x 720 pixels | 2208 x 1768 pixels 2260 x 816 pixels | 2208 x 1768 pixels 2260 x 816 pixels | 2176 x 1812 pixels 2316 x 904 pixels             |
| Densité                                   | 414 ppp                              | 372 ppp                              | 374 ppp                              | 374 ppp                                          |
| Fréquence                                 | 60Hz                                 | 120 Hz                               | 120 Hz                               | 120 Hz                                           |
| Technologie                               | OLED                                 | AMOLED                               | AMOLED                               | AMOLED                                           |
| Tactile                                   | Oui                                  | Oui                                  | Oui                                  | Oui                                              |
| CPU, GPU, RAM et ROM                      |                                      |                                      |                                      |                                                  |
| Processeur                                | Snapdragon 855                       | Snapdragon 865+                      | Snapdragon 888                       | Snapdragon 8+ Gen1                               |
| Cœurs                                     | 8                                    | 8                                    | 8                                    | 8                                                |
| Fréquence                                 | 2.84 GHz                             | 3.09 GHz                             | 2.84 GHz                             | 3.20 GHz                                         |
| Puce graphique                            | Adreno 640                           | Adreno 650                           | Adreno 660                           | Adreno 730                                       |
| Mémoire                                   | 12 Go                                | 12 Go                                | 12 Go                                | 12 Go                                            |
| Stockage                                  | 512 Go                               | 512 Go                               | 256 / 512 Go                         | 256 / 512 / 1024 Go                              |
| Extensible                                | Oui (microSD)                        | Non                                  | Non                                  | Non                                              |
| Batterie                                  |                                      |                                      |                                      |                                                  |
| Capacité                                  | 4380 mAh                             | 4500 mAh                             | 4400 mAh                             | 4400 mAh                                         |
| Technologie                               | Li-Po                                | Li-Po                                | Li-Po                                | Li-Po                                            |
| Chargement                                | USB Type-C                           | USB Type-C                           | USB Type-C                           | USB Type-C                                       |
| Sans fil                                  | Non                                  | Oui                                  | Oui                                  | Oui                                              |
| Charge rapide                             | Oui                                  | Oui                                  | Oui                                  | Oui                                              |
| Capteurs                                  |                                      |                                      |                                      |                                                  |
| Modèle                                    | Z Fold                               | Z Fold 2                             | Z Fold 3                             | Z Fold 4                                         |
| Accéléromètre                             | Oui                                  | Oui                                  | Oui                                  | Oui                                              |
| Baromètre                                 | Oui                                  | Oui                                  | Oui                                  | Oui                                              |
| Cardiaque (HR)                            | Non                                  | Non                                  | Non                                  | Non                                              |
| Effet Hall                                | Oui                                  | Oui                                  | Oui                                  | Oui                                              |
| Empreinte                                 | Oui                                  | Oui                                  | Oui                                  | Oui                                              |
| Facial                                    | Non                                  | Non                                  | Non                                  | Non                                              |
| Géomagnétique                             | Oui                                  | Oui                                  | Oui                                  | Oui                                              |
| Geste                                     | Non                                  | Non                                  | Non                                  | Non                                              |
| Gyroscope                                 | Oui                                  | Oui                                  | Oui                                  | Oui                                              |
| Infra-rouge                               | Non                                  | Non                                  | Non                                  | Non                                              |
| Iris                                      | Non                                  | Non                                  | Non                                  | Non                                              |
| Luminosité                                | Oui                                  | Oui                                  | Oui                                  | Oui                                              |
| Proximité                                 | Oui                                  | Oui                                  | Oui                                  | Oui                                              |
| SpO2                                      | Non                                  | Non                                  | Non                                  | Non                                              |
| Connectivité                              |                                      |                                      |                                      |                                                  |
| NFC                                       | Oui                                  | Oui                                  | Oui                                  | Oui                                              |
| Wifi                                      | b, g, n, ac                          | b, g, n, ac, ax                      | b, g, n, ac, ax                      | b, g, n, ac, ax                                  |
| Bluetooth                                 | 5.0                                  | 5.1                                  | 5.2                                  | 5.2                                              |
| Réseau                                    | 4G                                   | 5G                                   | 5G                                   | 5G                                               |
| GPS                                       | Oui                                  | Oui                                  | Oui                                  | Oui                                              |
| Jack 3.5 mm                               | Non                                  | Non                                  | Non                                  | Non                                              |
| Photo                                     |                                      |                                      |                                      |                                                  |
| Modèle                                    | Z Fold                               | Z Fold 2                             | Z Fold 3                             | Z Fold 4                                         |
| Capteur dorsal                            | 3                                    | 3                                    | 3                                    | 3                                                |
| Définition                                | 12 + 12 + 16 Mpx                     | 12.0 + 12.0 + 12.0 Mpx               | 12.0 + 12.0 + 12.0 Mpx               | 50 + 12 + 10 Mpx                                 |
| Ouverture                                 | f1.5/f2.4, f2.2 ,f2.4                | f1.8 , f2.2 , f2.4                   | f1.8 , f2.2 , f2.4                   | Inconnu                                          |
| Flash dorsal                              | Oui (Led)                            | Oui (Led)                            | Oui (Led)                            | Oui (Led)                                        |
| Capteur frontal                           | 2                                    | 1                                    | 2                                    | 2                                                |
| Définition                                | 10.0 + 8.0 Mpx                       | 10 Mpx                               | 16 + 4 Mpx                           | 10 + 4 Mpx                                       |
| Ouverture                                 | f/2.2 , f/1.9                        | f/2.2                                | f/1.8 , f/2.4                        | f/1.8 , f/2.4                                    |
| Autre                                     |                                      |                                      |                                      |                                                  |
| Système d'exploitation                    | Android 9.0                          | Android 10                           | Android 11                           | Android 12                                       |
| Indice de protection                      | Aucun                                | Aucun                                | IPx8                                 | IPx8                                             |
| Dimensions, poids, date et prix de sortie |                                      |                                      |                                      |                                                  |
| Modèle                                    | Z Fold                               | Z Fold 2                             | Z Fold 3                             | Z Fold 4                                         |
| Largeur                                   | 117.9 mm                             | 128.2 mm                             | 128.1 mm                             | 130.1 mm                                         |
| Longueur                                  | 160.9 mm                             | 159.2 mm                             | 158.2 mm                             | 155.1 mm                                         |
| Épaisseur                                 | 6,9 mm                               | 6,9 mm                               | 6.4 mm                               | 6.3 mm                                           |
| Poids                                     | 263 g                                | 279 g                                | 271 g                                | 263 g                                            |
| DAS                                       | Inconnu                              | Inconnu                              | Inconnu                              | Inconnu                                          |
| Sortie                                    | Septembre 2019                       | Septembre 2020                       | Août 2021                            | Août 2022                                        |
| Prix                                      | 2020 €                               | 2020 €                               | 1799 € (256 Go) 1899 € (512 Go)      | 1799 € (256 Go) 1919 € (512 Go) 2159 € (1024 Go) |

### Gamme Z Flip
| Modèle                                    | Z Flip                                | Z Flip                                | Z Flip 3                              | Z Flip 4                                        |  |
| Variante                                  | 4G                                    | 5G                                    |                                       |                                                 |  |
| Écran                                     | Écran                                 | Écran                                 | Écran                                 | Écran                                           |  |
| ----------------------------------------- | ------------------------------------- | ------------------------------------- | ------------------------------------- | ----------------------------------------------- |  |
| Taille                                    | 6.7" (principal) 1.06" (externe)      | 6.7 " (principal) 1.1" (externe)      | 6.7" (principal) 1.9" (externe)       | 6.7" (principal) 1.9" (externe)                 |  |
| Définition                                | 1080 x 2636 pixels / 300 x 116 pixels | 1080 x 2636 pixels / 112 x 300 pixels | 2640 x 1080 pixels / 260 x 512 pixels | 2640 x 1080 pixels / 260 x 512 pixels           |  |
| Densité                                   | 425 ppp                               | 425 ppp                               | 425 ppp                               | 425 ppp                                         |  |
| Fréquence                                 | 60Hz                                  | 60Hz                                  | 120 Hz                                | 120 Hz                                          |  |
| Technologie                               | AMOLED                                | AMOLED                                | AMOLED                                | AMOLED                                          |  |
| Tactile                                   | Oui                                   | Oui                                   | Oui                                   | Oui                                             |  |
| CPU, GPU, RAM et ROM                      |                                       |                                       |                                       |                                                 |  |
| Processeur                                | Snapdragon 855 +                      | Snapdragon 865 +                      | Snapdragon 888                        | Snapdragon 8+ Gen 1                             |  |
| Cœurs                                     | 8                                     | 8                                     | 8                                     | 8                                               |  |
| Fréquence                                 | 2,96 GHz                              | 3,09 GHz                              | 2,84 GHz                              | 3,2 GHz                                         |  |
| Puce graphique                            | Adreno 640                            | Adreno 650                            | Adreno 660                            | Adreno 730                                      |  |
| Mémoire                                   | 8 Go                                  | 8 Go                                  | 8 Go                                  | 8 Go                                            |  |
| Stockage                                  | 256 Go                                | 256 Go                                | 128 / 256 Go                          | 128 / 256 / 512 Go                              |  |
| Extensible                                | Non                                   | Non                                   | Non                                   | Non                                             |  |
| Batterie                                  |                                       |                                       |                                       |                                                 |  |
| Capacité                                  | 3300 mAh                              | 3300 mAh                              | 3300 mAh                              | 3700 mAh                                        |  |
| Technologie                               | Li-Po                                 | Li-Po                                 | Li-Po                                 | Li-Po                                           |  |
| Chargement                                | USB Type-C                            | USB Type-C                            | USB Type-C                            | USB Type-C                                      |  |
| Sans fil                                  | Oui                                   | Oui                                   | Oui                                   | Oui                                             |  |
| Charge rapide                             | Oui                                   | Oui                                   | Oui                                   | Oui                                             |  |
| Capteurs                                  |                                       |                                       |                                       |                                                 |  |
| Modèle                                    | Z Flip                                | Z Flip                                | Z Flip 3                              | Z Flip 4                                        |  |
| Accéléromètre                             | Oui                                   | Oui                                   | Oui                                   | Oui                                             |  |
| Baromètre                                 | Oui                                   | Oui                                   | Oui                                   | Oui                                             |  |
| Cardiaque (HR)                            | Non                                   | Non                                   | Non                                   | Non                                             |  |
| Effet Hall                                | Oui                                   | Oui                                   | Oui                                   | Oui                                             |  |
| Empreinte                                 | Oui                                   | Oui                                   | Oui                                   | Oui                                             |  |
| Facial                                    | Non                                   | Non                                   | Non                                   | Oui                                             |  |
| Géomagnétique                             | Oui                                   | Oui                                   | Oui                                   | Oui                                             |  |
| Geste                                     | Non                                   | Non                                   | Non                                   | Non                                             |  |
| Gyroscope                                 | Oui                                   | Oui                                   | Oui                                   | Oui                                             |  |
| Infra-rouge                               | Non                                   | Non                                   | Non                                   | Non                                             |  |
| Iris                                      | Non                                   | Non                                   | Non                                   | Non                                             |  |
| Luminosité                                | Oui                                   | Oui                                   | Oui                                   | Oui                                             |  |
| Proximité                                 | Oui                                   | Oui                                   | Oui                                   | Oui                                             |  |
| SpO2                                      | Non                                   | Non                                   | Non                                   | Non                                             |  |
| Connectivité                              |                                       |                                       |                                       |                                                 |  |
| NFC                                       | Oui                                   | Oui                                   | Oui                                   | Oui                                             |  |
| Wifi                                      | b, g, n, ac, ax                       | b, g, n, ac, ax                       | b, g, n, ac, ax                       | b, g, n, ac, ax                                 |  |
| Bluetooth                                 | 5.0                                   | 5.0                                   | 5.1                                   | 5.2                                             |  |
| Réseau                                    | 4G                                    | 5G                                    | 5G                                    | 5G                                              |  |
| GPS                                       | Oui                                   | Oui                                   | Oui                                   | Oui                                             |  |
| Jack 3.5 mm                               | Non                                   | Non                                   | Non                                   | Non                                             |  |
| Photo                                     |                                       |                                       |                                       |                                                 |  |
| Modèle                                    | Z Flip                                | Z Flip                                | Z Flip 3                              | Z Flip 4                                        |  |
| Capteur dorsal                            | 2                                     | 2                                     | 2                                     | 2                                               |  |
| Définition                                | 12 + 12 Mpx                           | 12 + 12 Mpx                           | 12 + 12 Mpx                           | 12 + 12 Mpx                                     |  |
| Ouverture                                 | f/1.8 , f/2.2                         | f/1.8 , f/2.2                         | f/1.8 , f/2.2                         | f/1.8 , f/2.2                                   |  |
| Flash dorsal                              | Oui (Led)                             | Oui (Led)                             | Oui (Led)                             | Oui (Led)                                       |  |
| Capteur frontal                           | 1                                     | 1                                     | 1                                     | 1                                               |  |
| Définition                                | 10.0 Mpx                              | 10.0 Mpx                              | 10.0 Mpx                              | 10.0 Mpx                                        |  |
| Ouverture                                 | f/2.4                                 | f/2.4                                 | f/2.4                                 | f/2.4                                           |  |
| Autre                                     |                                       |                                       |                                       |                                                 |  |
| Système d'exploitation                    | Android 10                            | Android 10                            | Android 11                            | Android 12                                      |  |
| Indice de protection                      | Aucun                                 | Aucun                                 | IPx8                                  | IPx8                                            |  |
| Dimensions, poids, date et prix de sortie |                                       |                                       |                                       |                                                 |  |
| Modèle                                    | Z Flip                                | Z Flip                                | Z Flip 3                              | Z Flip 4                                        |  |
| Variante                                  | 4G                                    | 5G                                    |                                       |                                                 |  |
| Largeur                                   | 73.6 mm                               | 73.6 mm                               | 72.2 mm                               | 71.9 mm                                         |  |
| Longueur                                  | 167.3 mm                              | 167.3 mm                              | 166 mm                                | 165.2 mm                                        |  |
| Épaisseur                                 | 7,2 mm                                | 7,2 mm                                | 6.9 mm                                | 6.9 mm                                          |  |
| Poids                                     | 183 g                                 | 183 g                                 | 183 g                                 | 187 g                                           |  |
| DAS                                       | Inconnu                               | Inconnu                               | Inconnu                               | Inconnu                                         |  |
| Sortie                                    | Février 2020                          | Août 2020                             | Août 2021                             | Août 2022                                       |  |
| Prix                                      | 1509€                                 | 1599€                                 | 1059 € (128 Go) 1099 € (256 Go)       | 1109 € (128 Go) 1169 € (256 Go) 1289 € (512 Go) |  |